# Тимиш (окръг)
Окръг Тимиш e окръг, разположен в западната част на Румъния, в историческата област Банат.

## География

### Списък на градовете в окръг Тимиш
- Тимишоара
- Лугож
- Сънниколау Маре
- Жимболиа
- Бузиаш
- Фагет
- Дета
- Гатая
- Рекаш
- Чакова

## Административно деление
Общини:
- Стар Бешенов

## Население
| година | население |
| ------ | --------- |
| 1948   | 588 936   |
| 1956   | 568 881   |
| 1966   | 607 596   |
| 1977   | 696 884   |
| 1992   | 700 033   |
| 2002   | 677 926   |
| 2006   | 685 901   |

### Българите в окръг Тимиш
В региона живее многочислено българско малцинство (около 10 000 души), с католическо вероизповедание, преселили се там след Чипровското въстание.
Българите в окръга са съсредоточени в община Стар Бешенов, в която са мнозинство.